# Adil Chihi
Adil Chihi (n. Düsseldorf, Alemania, 21 de febrero de 1988) es un futbolista alemán de origen marroquí. Juega de delantero, y su actual equipo es el FSV Duisburg, un club amateur de la Oberliga - Niederrhein, la sexta liga de Alemania. Dicha ocupación la lleva a cabo junto a la de ser gerente de una empresa de muebles.

## Carrera
El verano de 2014 llegó como agente libre al Fulham FC inglés.
A principios de la temporada 2015/16 estuvo a punto de fichar por CA Osasuna, donde estuvo a prueba, pero limitación de las fichas profesionales, la demarcación del futbolista y las pretensiones económicas hicieron que no se realizará el fichaje. En el mercado de invierno de esa misma temporada firma con el Esteghlal FC por lo que restaba de temporada
La siguiente temporada vuelve al fútbol alemán para recalar en las filas del FSV Frankfurt con un contrato de dos años.
En enero de 2017 ficha por el equipo marroquí Ittihad Tanger hasta el 30 de junio de 2018.

## Selección nacional
Ha sido internacional con la Selección de fútbol de Marruecos, ha jugado 7 partido internacional.

## Clubes
| Club           | País       | Año       |
| -------------- | ---------- | --------- |
| 1. FC Colonia  | Alemania   | 2006-2014 |
| Fulham FC      | Inglaterra | 2014-2015 |
| Esteghlal FC   | Irán       | 2016      |
| FSV Frankfurt  | Alemania   | 2016      |
| Ittihad Tanger | Marruecos  | 2017-2018 |
| FSV Duisburg   | Marruecos  | 2019-     |

## Palmarés
- 1. FC Colonia: 2. Bundesliga